# 기타미하라촌
기타미하라촌(北三原村)은 지바현 아와군에 일찍이 존재했던 촌이다. 현재의 미나미보소시 동부에 해당한다.

## 역사
- 1889년 4월 1일 - 정촌제 시행에 의해 아사이군 기타미하라촌이 성립하였다.
- 1897년 4월 1일 - 아와군에 편입되었다.
- 1955년 3월 31일 - 와다정과 합병해, 새로운 와다정이 신설되어, 동일 기타하라촌이 폐지되었다.
- 2006년 3월 20일 - 와다 정이 도미우라 정, 도미야마 정, 미요시 촌, 시라하마 정, 지쿠라 정, 마루야마 정이 합병해 미나미보소 시가 성립되었다.